# عبد الرحمن مقلد
عبد الرحمن مقلد (مواليد 15 أكتوبر 1986م) هو شاعر وصحفي مصري. حاز على جائزة أفضل ديوان شعر من هيئة قصور الثقافة المصرية. تُرجمت بعض نصوصه إلى الفرنسية والأمازيغية.

## تعليمه
تخرج من كلية دار العلوم بجامعة القاهرة عام 2007، بتخصص اللغة العربية وآدابها والدراسات الإسلامية.

## مؤلفاته
| م | العمل                  | عام الإصدار | النوع      | الناشر                      | عدد الصفحات | رقم تعريفي                                | مراجع             |
| - | ---------------------- | ----------- | ---------- | --------------------------- | ----------- | ----------------------------------------- | ----------------- |
| 1 | نشيد للحفاظ على البطء  | 2011        | ديوان شعري | الهيئة العامة لقصور الثقافة | 110         |                                           | [ 1 ] [ 2 ] [ 5 ] |
| 2 | مساكين يعملون في البحر | 2016        | ديوان شعري | الهيئة العامة لقصور الثقافة | 190         |                                           | [ 6 ]             |
| 3 | عواء مصحح اللغة        | 2020        | ديوان شعري | منشورات الربيع              | 106         | (ردمك 9789775221148، وردمك 9789776765309) | [ 3 ] [ 7 ] [ 8 ] |

## الجوائز والمشاركات
- جائزة الدولة التشجيعية، 2018، عن ديوان «مساكين يعملون في البحر»[3][4][9]
- جائزة هيئة قصور الثقافة، 2011، عن ديوانه «نشيد للحفاظ على البطء»[3][4]
- جائزة المركز الثقافي المصري بباريس، عن قصيدته «من الحرب»[3][4][10]
- جائزة المجلس الأعلى للثقافة[3][4]
- مشاركة في معرض الكتاب، الدورة الـ51، بديوان «عواء مصحح اللغة»[11]

## روابط خارجية
- مقالاته في اليوم السابع
- مقالاته في بوابة الأهرام